# Siria en los Juegos Olímpicos de México 1968
Siria estuvo representada en los Juegos Olímpicos de México 1968 por dos deportistas masculinos que compitieron en lucha.
El equipo olímpico sirio no obtuvo ninguna medalla en estos Juegos.